# Pungsari
Pungsari is een bestuurslaag in het regentschap Sragen van de provincie Midden-Java, Indonesië. Pungsari telt 2131 inwoners (volkstelling 2010).